# ZNF268
ZNF268 (англ. Zinc finger protein 268) – білок, який кодується однойменним геном, розташованим у людей на короткому плечі 12-ї хромосоми. Довжина поліпептидного ланцюга білка становить 94 амінокислот, а молекулярна маса — 11 068.
| 10         |  | 20         |  | 30         |  | 40         |  | 50         |
| ---------- |  | ---------- |  | ---------- |  | ---------- |  | ---------- |
| MDVFVDFTWE |  | EWQLLDPAQK |  | CLYRSVMLEN |  | YSNLVSLGYQ |  | HTKPDIIFKL |
| EQGEELCMVQ |  | AQVPNQTCPN |  | TVWKIDDLMD |  | WHQENKDKLG |  | STAK       |

A: Аланін

C: Цистеїн

D: Аспарагінова кислота

E: Глутамінова кислота

F: Фенілаланін

G: Гліцин

H: Гістидин

I: Ізолейцин

K: Лізин

L: Лейцин

M: Метіонін

N: Аспарагін

P: Пролін

Q: Глутамін

R: Аргінін

S: Серин

T: Треонін

V: Валін

W: Триптофан